# Dar la cara
Dar la cara és una pel·lícula en blanc i negre de l'Argentina dirigida per José Martínez Suárez sobre el seu guió escrit en col·laboració amb David Viñas segons la novel·la homònima d'aquest, estrenada el 29 de novembre de 1962 i que va tenir com a protagonistes a Leonardo Favio, Luis Medina Castro, Pablo Moret i Núria Torray. La novel·la va ser publicada després del film. En la pel·lícula apareix el bebè Mafalda, la qual cosa va motivar a Quino per a donar aquest nom a el seu personatge d'historieta.

## Sinopsi
En finalitzar el seu servei militar tres joves prenen diferents camins: el cinema, el ciclisme i la política.

## Repartiment
Van participar del film els següents intèrprets:
- Leonardo Favio
- Luis Medina Castro
- Pablo Moret
- Nuria Torray
- Ubaldo Martínez
- Daniel de Alvarado
- Lautaro Murúa
- Guillermo Bredeston
- Walter Santa Ana
- Cacho Espíndola
- Augusto Fernandes
- Héctor Pellegrini
- Dora Baret
- Adolfo Aristarain …Extra
- Rosángela Balbo
- Pino Solanas …Extra
- Elena Tasisto …Chola
- Martín Andrade
- Graciela Araujo …Veu de Nuria Torray al doblatge
- María Vaner …Cameo
- Susana Mayo
- Orlando Marconi

## Comentaris
King a El Mundo va dir 
| « | ”És per sobre totes les coses un film audaç, que té la virtut d'expressar frases tremendes…Va poder ser un gran film. Queda, de totes maneres, com una bona expressió del nostre cinema, que no és poc dir.” | » |

La Prensa va valorar el film d'aquesta manera:
| « | ”…té una correspondència certa amb la realitat argentina… El seriosament objectable és que tot aquest material no es tradueixi en un film coherent, sinó en una successió d'episodis on hi ha cabuda per a les frases o situacions que il·lustren els propòsits crítics dels seus realitzadors.” | » |

La crònica de La Nación afirmava:
| « | ”La pel·lícula ha estat filmada amb alguna destresa i amb calor humana, però emmalalteix d'una evident elementalitat en els plantejaments i alguns desmesurats convencionalismes.” | » |

Manrupe i Portela escriuen:
| « | ”Una de les pel·lícules que millor descriuen l'Argentina a fins dels 50 –principis dels 60 i els conflictes d'una joventut que volia participar. Amb menys discursos que en El crack, Martínez Suárez va aconseguir una obra poc vista en l'actualitat que hauria de ser un clàssic de la seva època. Inclou una dura crítica al cinema comercial..” | » |